# UMF Selfoss
UMF Selfoss (Ungmennafélag Selfoss) ist ein Sportverein in der südisländischen Stadt Selfoss.
Im Verein werden neben Fußball die Sportarten Gymnastik, Handball, Judo, Kraftdreikampf, Leichtathletik, Schwimmen, Taekwondo sowie auch Motocross betrieben.

## Geschichte
Der Verein wurde am 15. Dezember 1955 gegründet. Die Fußballherrenmannschaft stieg 2009 erstmals in die höchste isländische Liga – die Pepsideild – auf. Allerdings konnte man die Klasse nicht halten und stieg als Letzter mit 17 Punkten wieder ab. 2011 wurde der Wiederaufstieg in die erste Spielklasse erreicht, jedoch erfolgte erneut der sofortige Wiederabstieg. Spielort ist der Selfossvöllur.

## Handballabteilung
Der Männermannschaft gelang in der Saison 2018/19 erstmals der Gewinn der isländischen Meisterschaft. In derselben Spielzeit nahm man erstmals am EHF-Pokal teil und schied nach Siegen über Dragūnas Klaipėda aus Litauen und RD Riko Ribnica aus Slowenien in der dritten Runde am polnischen Vertreter KS Azoty-Puławy aus. Im EHF-Pokal 2019/20 unterlag man bereits zum Einstand dem schwedischen Team von HK Malmö. In der Saison 2021/22 startete die Mannschaft im EHF European Cup, besiegte zunächst KH Kopřivnice aus Tschechien und scheiterte in der folgenden Runde an RK Jeruzalem Ormož aus Slowenien.
Obwohl Selfoss nur etwa 9000 Einwohner hat, brachte die Jugendabteilung eine Reihe bekannter und international erfolgreicher Spieler hervor. Dazu gehören u. a. Gústaf Bjarnason, Þórir Ólafsson, Haukur Þrastarson, Janus Daði Smárason, Teitur Örn Einarsson, die beiden Bundesliga-Torschützenkönige Ómar Ingi Magnússon und Bjarki Már Elísson sowie Trainer Þórir Hergeirsson.